# Iurii Nikitin
Iurii Nikitin (n. 15 iulie 1978, Herson, RSS Ucraineană, URSS) este un sportiv ce a reprezentat Ucraina, medaliat olimpic. A participat la 3 ediții ale Jocurilor Olimpice (2004, 2008, 2012) în care a câștigat o medalie de aur.